# Detaširanje
Detaširanje (iz francoščine détacher) je v vojaški terminologiji naziv za vojaško enoto, ki je (začasno) ločena od glavnine oboroženih sil, da opravi posebno nalogo.
V primeru vojaških baz se po navadi govori o geografsko ločenih bazah; t.s. manjše baze, ki niso samostojne, ampak so odvisne od večjih baz (po navadi za oskrbovanje).